# Dragon Stadium
Het Dragon Stadium (Nederlands: "Stadion de Draak") is een Amerikaans stadion in Southlake (Texas). Het stadion werd in 2001 geopend en was bedoeld als thuisbasis voor de Southlake Caroll Dragons, een Americanfootball-schoolteam.
In het seizoen 2003 van de Major League Soccer werkte FC Dallas haar thuiswedstrijden af in het Dragon Stadium.